# Jake Jones (Dartspieler)
Jake Jones (* 30. Dezember 1993 in Stoke-on-Trent) ist ein englischer Dartspieler.

## Karriere
Jake Jones begann 2007 im Alter von 14 Jahren mit dem Dartspielen. 2010 konnte er die Trent Vale Open gewinnen. Ein Jahr später konnte er sich beim WDF Europe Cup Youth bis ins Finale spielen, wo er dem Niederländer Jimmy Hendriks unterlag. Auch beim World Youth Masters unterlag Jones erneut Hendricks im Finale. Zudem nahm Jones parallel an der PDC Youth Tour teil. Bei der PDC World Youth Championship 2013 schied Jones in Runde 1 aus. Im Folgejahr scheiterte er erneut in der ersten Runde gegen Robbie King aus Australien. Es folgten gute Leistungen Ende des Jahres auf der Youth Tour, eine erfolglose Teilnahme an der PDC Qualifying School und ein weiteres Erstrundenaus bei der PDC World Youth Championship 2015.
2017 nahm Jones letztmals an der PDC World Youth Championship teil, schied jedoch wieder in der ersten Runde aus. Nach zwei Jahren Pause nahm er 2020 sowie 2021 an der PDC Qualifying School teil. 2021 gelang ihm der Gewinn einer Tour Card für die PDC Pro Tour. Dort erreichte er beim dritten Turnier der Players Championships 2021 das Achtelfinale und startete bei den UK Open 2021, schied jedoch bereits in der ersten Runde aus. Jones qualifizierte sich im Herbst des Jahres für die Hungarian Darts Trophy 2021. Bei seinem European-Darts-Tour-Debüt traf er in Ungarn auf Florian Hempel, der Jones trotz dessen Matchdarts besiegte.
Ende 2022 verlor Jones aufgrund schwacher Leistungen seine Tour Card. Er nahm daraufhin an der Q-School 2023 teil und startete dabei in der Final Stage, erspielte sich die Karte jedoch nicht zurück.

## Weltmeisterschaftsresultate

### PDC-Junioren
- 2013: 1. Runde (3:6-Niederlage gegen  Sam Hill)
- 2014: 1. Runde (2:6-Niederlage gegen  Robbie King)
- 2015: 1. Runde (4:6-Niederlage gegen  Wouter Vaes)
- 2017: 1. Runde (5:6-Niederlage gegen  Mike De Decker)